# بیاوا رافسکا
بیاوا رافسکا (به لاتین: Biała Rawska، تلفظ: [ˈbʲawa--ˈrafska] ()) یک شهرک در لهستان است که در شهرستان راوا واقع شده‌است.

## خصوصیات
بیاوا رافسکا ۹٫۶۲ کیلومترمربع مساحت و ۳٬۱۸۲ نفر جمعیت دارد.

## نگارخانه

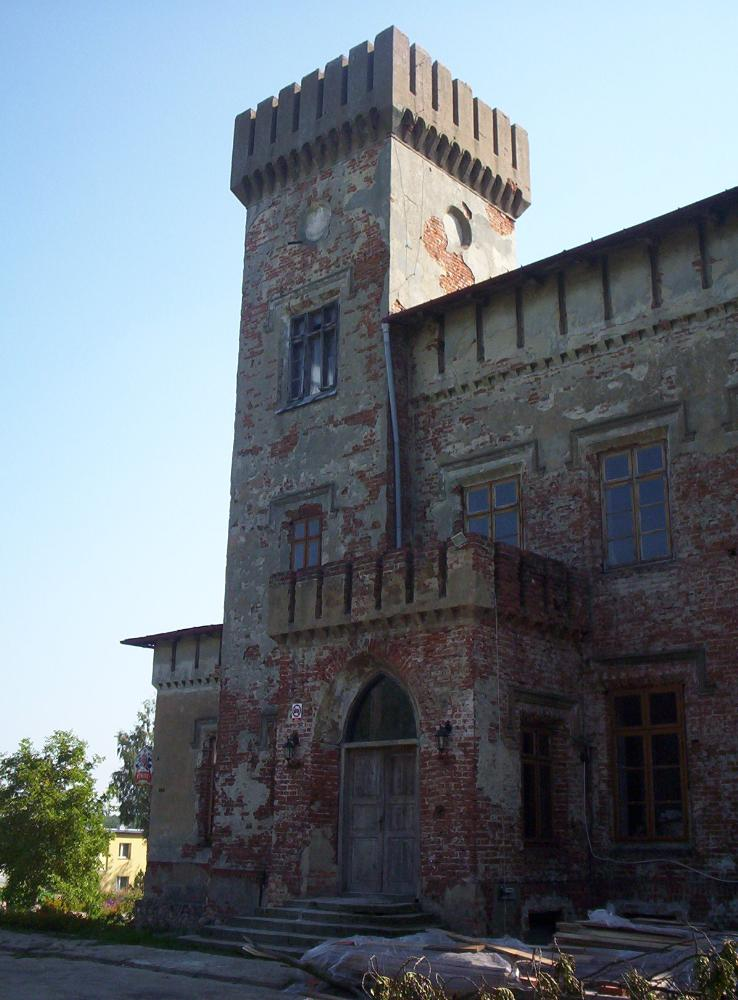
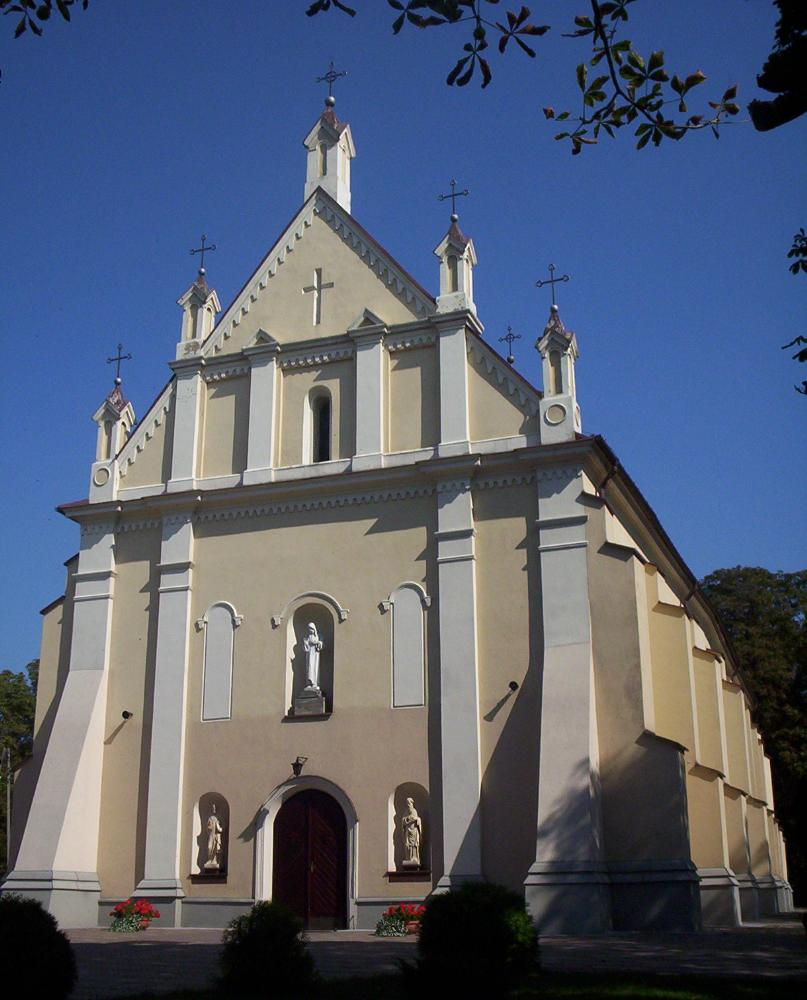
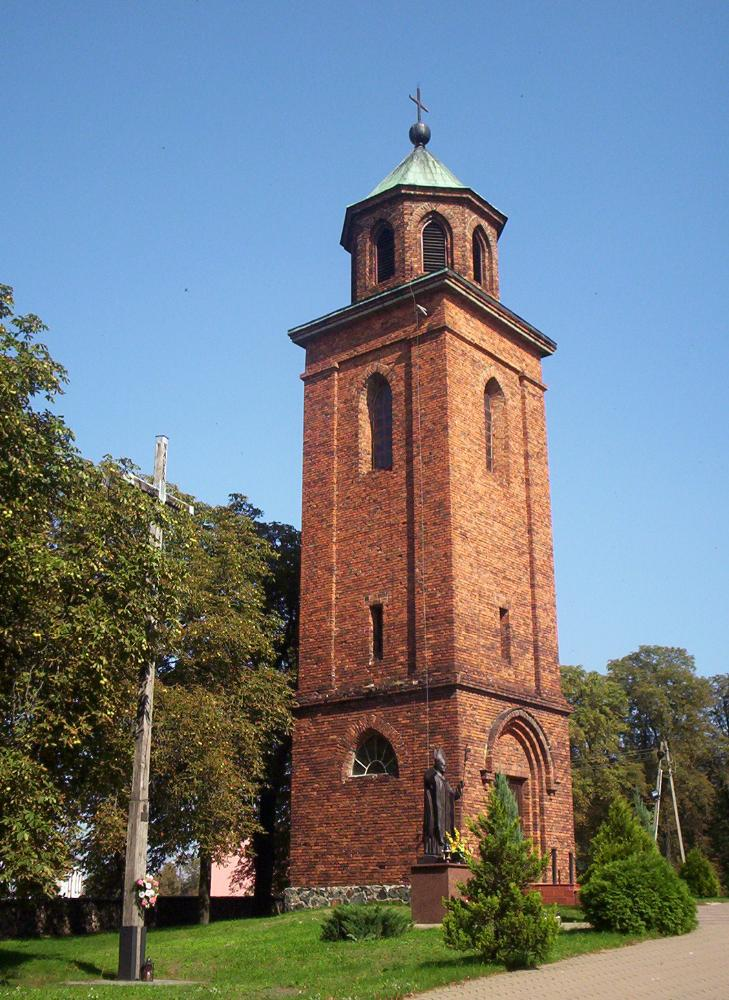